# جوزف هیفل
جوزف هیفل (انگلیسی: Joseph C. Hafele; ۲۵ ژوئیهٔ ۱۹۳۳ – ۱۵ نوامبر ۲۰۱۴) فیزیکدان آمریکایی بود که بیشتر برای آزمایش هیفل–کیتینگ شناخته شده است.